# Myrmecophila
Myrmecophila é um género botânico pertencente à família das orquídeas (Orchidaceae) nativa do sul do México, América Central, Índias Ocidentais e Venezuela.
Espécies deste gênero são epífita ou litofitas em seu hábito de crescimento. Suas flores levemente perfumadas são produzidas em crescimentos semelhantes a varas que se estendem de 1 a 4 metros de altura e levam até 4 meses para se desenvolver. Várias das espécies de Schomburgkia foram transferidas para o gênero Myrmecophila por Robert Allen Rolfe em 1917.
O nome Myrmecophila é um derivado da palavra Myrmecophile(mirmecófilo) e refere-se à relação simbiótica com colônias de formigas que normalmente são encontradas vivendo em pseudobulbos grandes, ocos e semelhantes a bananas. Uma abertura na base de cada pseudobulbo serve como uma entrada para as formigas que coletam o néctar dos pedúnculos e flores e também para vasculhar outras plantas da comunidade. As formigas associadas com Myrmecophila tibicinis acumulam em seus pseudobulbos detritos que incluem outras formigas mortas, uma variedade de insetos, pedaços de material vegetal, sementes e areia. Myrmecophila tibicinis utiliza diretamente minerais dos detritos orgânicos ("depósitos de lixo") depositados pelas formigas dentro dos pseudobulbos ocos. Uma vez que as árvores de copa aberta dos trópicos muitas vezes podem ser habitats pobres em nutrientes, uma pequena entrada de nutrientes de insetos pode ter um efeito significativo nas taxas de sobrevivência e crescimento das plantas. Myrmecophila tibicinis pode crescer muito bem na ausência de formigas, embora seja muito raro encontrar uma planta desabitada. As espécies de formigas responsáveis pela formação de colônias em Myrmecophila tibicinis são as seguintes:Brachymyrmex, Camponotus planatus, Camponotus abdominalis, Camponotus rectangularis, e Crematogaster brevispinosa, Monomorium ebenium, Paratrechina longicornis, Zacryptocerus maculatus, e Ectatomma tuberculatum.

## Espécies
1. Myrmecophila albopurpurea (H.Strachan ex Fawc.) Nir - Grand Cayman Island
2. Myrmecophila brysiana (Lem.) G.C.Kenn. - Yucatán, Belize, Guatemala, Honduras, Costa Rica
3. Myrmecophila christinae Carnevali & Gómez-Juárez - Yucatán, Belize
4. Myrmecophila exaltata (Kraenzl.) G.C. Kenn. - Chiapas, Guatemala
5. Myrmecophila galeottiana (A.Rich.) Rolfe - Chiapas
6. Myrmecophila grandiflora (Lindl.) Carnevali & J.L.Tapia & I.Ramírez - southern Mexico
7. Myrmecophila humboldtii (Rchb.f) Rolfe, Central America - Venezuela, Netherlands Antilles
8. Myrmecophila thomsoniana (Rchb.f) Rolfe - Cayman Islands
9. Myrmecophila tibicinis (Rchb.f) Rolfe - Mexico, Central America, Venezuela
10. Myrmecophila wendlandii (Rchb.f.) G.C.Kenn. - Belize, Guatemala, Honduras

## Hibrido naturais
World Checklist of Selected Plant Families:

1. Myrmecophila × laguna-guerrerae Carnevali, L.Ibarra & J.L.Tapia.
2. Myrmecophila × parkinsoniana (H.G.Jones) J.M.H.Shaw.
3. Myrmecophila × rechingeriana (H.G.Jones) J.M.H.Shaw.